# Calea ferată forestieră Vișeu de Sus
Calea ferată forestieră Vișeu de Sus (cunoscută și sub numele de Mocănița de pe Valea Vaserului) este o cale ferată cu ecartament îngust din județul Maramureș, care merge din Vișeu de Sus, pe Valea Vaserului, până în Carpați, la stația Coman, aproape de granița cu Ucraina. Calea ferată este exploatată atât forestier, cât și turistic, fiind clasată ca monument istoric, cu cod LMI MM-II-a-B-21017.

## Istoric
Exploatarea lemnului de pe Valea Vaserului a început în secolului al XVIII-lea de către coloniști germani (țipțeri), care foloseau plute pentru transportul lemnului tăiat la gaterele din Vișeu. Construcția căii ferate forestiere a început în 1932, într-o perioadă în care acest tip de căi ferate era foarte la modă în Europa, în special în zona Carpatică.
Ecartamentul îngust era necesar pentru a permite căii ferate să urmeze traseul sinuos al râului. La urcare, locomotiva împingea vagoanele goale pentru lemn, iar la coborâre, greutatea lemnului, coroborată cu gravitația, permitea trenului să coboare până în Vișeu de Sus.
În anul 1961, după finalizarea tuturor lucrărilor la calea ferată, rețeaua C.F.F. Vișeu de Sus însuma o lungime totală de 79,095 km, dintre care linia magistrală avea 46,028 km, restul reprezentând ramificațiile, depozitele și liniile de garare din stații. Trebuie menționat faptul că din gara C.F.F calea ferată bifilară a fost construită cu ecartament de doar 760 mm, specifică regiunilor accidentate, astfel încât aceasta să poată urma cursul râului Vaser.
Dacă în 1961 pentru transportul de lemne se foloseau șapte locomotive cu abur pentru ecartament îngust și alte două pentru ecartament normal, majoritatea provenind din Uzinele Reșița, în prezent în scop turistic C.F.F. Vișeu de Sus are la dispoziție mai multe locomotive funcționale. Cea mai veche dintre ele, reprezentând în același timp și preferata turiștilor, este Măriuța, construită la fabrica Orenstein&Koppel din Berlin în 1910. Aproape la fel de veche este și locomotiva Krauss, fabricată în Linz, Austria în 1921. Totodată, nu puteau lipsi nici modelele din Reșița, iar în acest sens C.F.F dispune de două exemplare, Elveția și Bavaria, ambele fiind construite în 1954. O altă locomotivă Cozia-2, model Reșita din 1955 a fost preluată de CFF Vișeu de Sus în vederea transportului de lemn încă din 1962. Una dintre ultimele modele de locomotive cu aburi fabricate la Reghin în 1986 este Cozia-1, locomotivă ce își continuă neobosită activitatea încă din momentul construirii ei.
Cele mai multe dintre locomotivele cu aburi din România au fost scoase din funcțiune și abandonate în anii `80 -`90, însă aici, pe ultima cale ferată forestieră activă din România, unele dintre ele au avut șansa să-și redescopere utilitatea, străbătând valea îngustă a Vaserului cu același entuziasm pe care l-au avut odinioară. .
Turismul pe calea ferată forestieră Vișeu de Sus s-a dezvoltat după anii 2000, în primii ani a ajutat la organizare și dezvoltare birou de turism, fundația Elvețiană ”Hilfe für Wassertalbahn”, după care s-a organizat ca și societate SRL ”Ecotours” administrată de Leopold Langtaler (2002-2008). După inundațiile din 27 iulie 2008, Calea ferată forestieră a revenit la numele inițial (CFF Vișeu de Sus).
Începând din anul 2008, partener al CFF Vișeu de Sus a devenit pe lângă fundația elvețiană Hilfe für die Wassertalbahn, S.C. RG Holz Company, care a concesionat calea ferată și al cărui domeniu de activitate ține de afacerile cu lemn, pe plan local.

## Material rulant
Pe CFF Vișeu circulă 4 locomotive cu abur funcționale. În plus există și alte câteva locomotive cu abur nefuncționale și mai multe locomotive diesel.
| Bild | Număr       | Numele    | Numele fostelor   | Producător         | Anul constructiei        | Stare              |
| ---- | ----------- | --------- | ----------------- | ------------------ | ------------------------ | ------------------ |
|      | CFF 763.193 |           | MOLDOVIȚA         | Krauss, München    | 1921                     | ausgestellt        |
|      | CFR 764.050 |           |                   |                    | 1949                     | funcțională (2023) |
|      | CFF 764.211 | MĂRIUȚĂ   | BERZASCA          | Orenstein & Koppel | 1910                     | funcțională (2023) |
|      | CFF 764.313 |           | BUDAPESTA         | MÁVAG, Budapest    | 1921                     | expoziție          |
|      | CFF 764.404 | HUȚULCA   |                   |                    |                          | funcțională (2023) |
|      | CFF 764.408 | COZIA-1   |                   |                    | Neubaulok, 1986 (Reghin) | funcțională (2023) |
|      | CFF 764.421 | ELVEȚIA   | MARGINA           |                    | 1954                     | funcțională (2023) |
|      | CFF 764.435 | NOVICIOR  | TISMANA → BAVARIA |                    | 1954                     | funcțională (2023) |
|      | CFF 764.436 |           |                   |                    |                          | depozit            |
|      | CFF 764.449 | COZIA-2   | IOANA             |                    | 1955                     | funcțională (2023) |
|      | CFF 764.452 |           |                   |                    |                          | depozit            |
|      | CFF 764.457 |           |                   |                    |                          | depozit            |
|      | CFF 764.469 | MIRAJ     |                   |                    | 1955                     | funcțională (2023) |
|      | CFF 764.484 | MARAMUREȘ |                   |                    | 1958                     | expoziție          |
|      | CFR 150.216 |           |                   |                    | 1957                     | expoziție          |

## Traseu turistic cu Mocănița
Traseul turistic regulat se desfășoară între Vișeu de Sus și Paltin pe distanța de 21,6 km. Traseul cuprinde următoarele repere de pe Valea Vaserului:
| Poză | Nume                        | Coordonate                                              | Altitudine | Observații                                          |
| ---- | --------------------------- | ------------------------------------------------------- | ---------- | --------------------------------------------------- |
|      | Stația Novăț                | 47°44′31.81″N 24°31′40.01″E / 47.7421694°N 24.5277806°E |            |                                                     |
|      | Km 15                       | 47°45′20.92″N 24°33′18.58″E / 47.7558111°N 24.5551611°E |            | Pauză cu Mocănița la km 15 pentru alimentare cu apă |
|      | Glimboaca (Piatra Șoimului) | 47°45′48.70″N 24°33′32.91″E / 47.7635278°N 24.5591417°E |            |                                                     |
|      | Cozia                       | 47°46′19.01″N 24°34′52.56″E / 47.7719472°N 24.5812667°E |            |                                                     |
|      | Novicior                    | 47°46′24.48″N 24°36′12.56″E / 47.7734667°N 24.6034889°E |            |                                                     |
|      | Stația Paltin               | 47°46′48.65″N 24°36′21.77″E / 47.7801806°N 24.6060472°E | 640 m      | Loc de popas - Paltin                               |